# Thinicola incana
Thinicola es un género monotípico de plantas con flores  perteneciente a la familia Fabaceae. Su única especie: Thinicola incana, es originaria de Australia.

## Descripción
Es un arbusto delgado, que alcanza un tamaño de 0.5-3 m de altura. Las flores son de color rojo-rosado, y se producen en junio-septiembre en los suelos de arena roja, arenisca, en las dunas de arena en Australia Occidental.

## Taxonomía
Thinicola incana fue descrita por (J.H.Ross) J.H.Ross y publicado en Muelleria 15: 11. 2001.